# Little Pine (ресторан)
34°06′28″ пн. ш. 118°16′00″ зх. д. / 34.10775° пн. ш. 118.26679° зх. д.
Little Pine — веганське бістро формату fine-dining, розташоване в районі Сілвер Лейк Лос-Анджелеса, Каліфорнія. Воно було засноване музикантом та борцем за права тварин Moby.  У ресторані подають органічні, веганські, натхненні середземноморською кухнею страви, і мають секцію роздрібного продажу творів мистецтва та книг, куратором якої є сам Мобі. Бачення Мобі полягало в тому, щоб створити простір, який включає різні аспекти суспільства, якими він переймається. Мобі мав стаж веганства у 28 років, коли ресторан відкрився. Весь прибуток ресторану передається у пожертву організаціям, що займаються добробутом тварин. 

## Опис
Little Pine відкрилося 19 листопада 2015 року і знаходиться в районі Сілвер Лейк Лос-Анджелеса, Каліфорнія. Початкові плани відкриття ресторану влітку 2015 року були відкладені. Мобі відкрив ресторан, щоб створити простір, який охоплює різні аспекти, які його хвилюють, такі як веганство, органічна їжа, спільнота, архітектура та дизайн. Мобі заявив, що Little Pine було створено для надання "... непереборного представлення веганства"  та для надання простору як "... розширення нашого сусідства та громади".
Оформлення ресторану включає люстри та художні фрески, створені різними місцевими художниками, та фотографії природи, створені Мобі.Загальне оформлення розробив дизайнер інтер’єрів Татум Кендрік. Little Pine розміщено у будівлі стилю артдеко, яку було побудовано у 1940-х роках. Ресторан має 58 місць. Мобі не дозволяє грати власну музику в ресторані.

## Меню
Little Pine пропонує повністю рослинні веганські страви, натхненні середземноморською кухнею та впливами італійської, іспанської та французької кухонь, а також незначними аспектами кухні Північної Африки. Бранч страви включають французький тост, млинці з лимоном, печиво та соус. Антре страви включають фаршировані макарони конкільє, пікатту у паніруванні панко, і крепи з пармезаном і шпинатом, серед інших.  Також подають органічне вино, різні сорти пива, чай, каву, і мигдалеве молоко. Постачання харчових інгредієнтів здійснюється, за можливості, від місцевих виробників.

## Сприйняття
Food Network назвала його одним із 20 найкращих веганських ресторанів у Сполучених Штатах.
У 2016 році Little Pine було нагороджено VegNews як Restaurant of the Year.

## Благодійність
Little Pine передає у пожертву всі свої прибутки тваринним організаціям. Пожертви передаються у, серед інших, The Humane Society, PETA, Animal Legal Defense Fund, Farm Sanctuary та Морський пастух. Передача пожертва розпочалася, коли ресторан пройшов точку беззбитковості.